# Pour vous
Pour vous est une revue de cinéma française hebdomadaire dont le premier numéro est paru le 22 novembre 1928 et le dernier, le no 603, est paru le 5 juin 1940.
« Considéré comme l’un des plus importants et luxueux magazines populaires de cinéma de l’entre-deux-guerres créé peu de temps après Cinémonde et patronné par l’Intransigeant, Pour vous propose à ses abonnées en dehors des rubriques traditionnelles (confidences et échos de stars, films racontés) un ensemble de textes signés Lucien Wahl, Jean George Auriol, René Lehmann, Nino Frank, Pierre Veber, Didier Daix et Roger Régent touchant notamment les coulisses du septième art (techniques de tournage, entretiens et portraits d’acteurs, propos de réalisateur). Quelques personnalités apportent parfois leur collaboration Paul Morand, Blaise Cendrars, Pierre Mac Orlan. Les critiques de films nouveaux restent la rubrique la plus développée. »